# Kefamenanu
Kefamenanu – miasto w Indonezji na wyspie Timor w prowincji Małe Wyspy Sundajskie Wschodnie, ośrodek administracyjny  kabupatenu Timor Tengah Utara.